# Diego Duarte
Diego Ariel Duarte Garcete (Asunción, 8 aprile 2002) è un calciatore paraguaiano, attaccante dell'AVS in prestito dal Nacional.

## Caratteristiche tecniche
È un centravanti.

## Carriera

### Club
Cresciuto nel settore giovanile del Olimpia, ha debuttato in prima squadra il 23 luglio 2020 nell'incontro di División Profesional pareggiato 2-2 contro lo Sp. Luqueño; nel gennaio del 2023 è stato ceduto in prestito allo Sportivo Ameliano dove ha giocato con maggior frequenza realizzando 2 reti in 18 incontri.
Rimasto svincolato al termine della stagione, nel gennaio del 2024 è stato acquistato a titolo definitivo dal Nacional diventando da subito il riferimento offensivo della squadra. L'11 luglio 2025 è passato in prestito sll'AVS, club della prima divisione portoghese.

### Nazionale
Ha giocato con le nazionali giovanili paraguaiane Under-17 ed Under-18.

## Statistiche

### Presenze e reti nei club
Statistiche aggiornate al 3 agosto 2025.
| Stagione        | Squadra           | Campionato      | Campionato | Campionato | Coppe nazionali | Coppe nazionali | Coppe nazionali | Coppe continentali | Coppe continentali | Coppe continentali | Altre coppe | Altre coppe | Altre coppe | Totale | Totale | Totale |
| Stagione        | Squadra           | Comp            | Pres       | Reti       | Comp            | Pres            | Reti            | Comp               | Pres               | Reti               | Comp        | Pres        | Reti        | Pres   | Reti   |        |
| --------------- | ----------------- | --------------- | ---------- | ---------- | --------------- | --------------- | --------------- | ------------------ | ------------------ | ------------------ | ----------- | ----------- | ----------- | ------ | ------ | ------ |
| 2020            | Olimpia           | PD              | 4          | 0          | CP              | 0               | 0               | CL                 | 0                  | 0                  | -           | -           | -           | 4      | 0      |        |
| 2021            | Olimpia           | PD              | 4          | 0          | CP              | 0               | 0               | -                  | -                  | -                  | -           | -           | -           | 4      | 0      |        |
| 2022            | Olimpia           | PD              | 3          | 0          | CP              | 0               | 0               | CL                 | 1                  | 0                  | -           | -           | -           | 4      | 0      |        |
| Totale Olimpia  | Totale Olimpia    | Totale Olimpia  | 11         | 0          |                 | 0               | 0               |                    | 1                  | 0                  |             | -           | -           | 12     | 0      |        |
| 2023            | Sportivo Ameliano | PD              | 18         | 2          | CP              | 0               | 0               | -                  | -                  | -                  | -           | -           | -           | 18     | 2      |        |
| 2024            | Nacional          | PD              | 25         | 8          | CP              | 0               | 0               | CL+CS              | 5+4                | 4+0                | -           | -           | -           | 34     | 12     |        |
| 2025            | Nacional          | PD              | 11         | 0          | CP              | 0               | 0               | CL                 | 2                  | 0                  | -           | -           | -           | 13     | 0      |        |
| Totale Nacional | Totale Nacional   | Totale Nacional | 36         | 8          |                 | 0               | 0               |                    | 11                 | 4                  |             | -           | -           | 47     | 12     |        |
| 2025-2026       | AVS               | PL              | 0          | 0          | CP+CdL          | 0               | 0               | -                  | -                  | -                  | -           | -           | -           | 0      | 0      |        |
| Totale carriera | Totale carriera   | Totale carriera | 65         | 10         |                 | 0               | 0               |                    | 12                 | 4                  |             | -           | -           | 77     | 14     |        |

## Palmarès

### Club

#### Competizioni nazionali
- Copa Paraguay: 1

Olimpia: 2021